# Terpios quiza
Terpios quiza är en svampdjursart som först beskrevs av de Laubenfels 1954.  Terpios quiza ingår i släktet Terpios och familjen Suberitidae.
Artens utbredningsområde är havet kring Mikronesien. Inga underarter finns listade i Catalogue of Life.